# Wayne Gretzky
Wayne Douglas Gretzky (Brantford, 26 gennaio 1961) è un ex hockeista su ghiaccio, allenatore di hockey su ghiaccio e dirigente sportivo canadese.
Dal 1979 al 1999 ha militato in quattro squadre della National Hockey League, della quale è ancora il miglior marcatore con 2857 punti; detiene anche il record di almeno 100 punti marcati in 16 stagioni professionistiche, 15 delle quali in NHL, 14 delle quali consecutive (dal 1978 al 1992). Soprannominato The Great One (Il grande), è ritenuto il miglior giocatore ad avere mai militato nella NHL; ritiratosi nel 1999, guidò dal 2006 al 2009 i Phoenix Coyotes.

## Biografia
Gretzky è nato il 26 gennaio 1961 a Brantford (Ontario); suo nonno paterno Anton Greckij (anglicizzato in "Tony Gretzky") era un proprietario terriero filozarista che emigrò prima della Grande Guerra in Canada via Chicago da Grodno, città bielorussa all'epoca facente parte dell'impero russo. A dieci anni, nella stagione 1971-72, stabilì il record - ancora oggi imbattuto - nella Brantford-Atom-League (campionato scolastico dell'Ontario): 378 reti e 139 assist in 85 partite.
Nel 1978, a 17 anni, il canadese fece il suo debutto nel professionismo nella World Hockey Association (WHA) con gli Indianapolis Racers. Dopo otto partite fu acquistato dagli Edmonton Oilers. Un anno dopo, nel 1979, gli Oilers passarono alla National Hockey League (NHL) dopo lo scioglimento della WHA. Perciò Gretzky non fu mai scelto al draft NHL. Già nella sua prima stagione il suo talento gli fruttò il secondo posto nella classifica punti e l'Hart Memorial Trophy come miglior giocatore della stagione (MVP), titolo che vinse poi ininterrottamente fino al 1987 e poi di nuovo nel 1989. Con gli Oilers si aggiudicò la Stanley Cup nel 1984, 1985, 1987 e 1988.
Nel 1988 Wayne annunciò il suo trasferimento ai Los Angeles Kings, e da allora finì sulla lista nera dei giornali di Edmonton. Dopo aver lasciato la compagine canadese, non riuscì mai più ad aggiudicarsi il titolo NHL. Coi Kings raggiunse anche una finale di Stanley Cup, nel 1993, persa però contro i Montréal Canadiens. Nel 1996 si trasferì ai St. Louis Blues, con cui disputò 32 incontri, prima di passare alla sua ultima tappa, i New York Rangers, il 21 luglio 1996. Il 18 aprile 1999 annunciò il suo ritiro dall'hockey professionistico.
Nella sua carriera ha messo a segno 894 gol e 1963 assist, per un totale di 2857 punti. È l'unico giocatore della storia della NHL che sia riuscito a superare i 200 punti in regular season.
Sempre nella sua carriera straordinaria, ha superato in ben 14 stagioni i 100 punti: in 4 stagioni, ha superato addirittura i 200 punti, unico giocatore nella storia della NHL. Nel 1981-1982 ha raggiunto i 212 punti segnando 92 goal in regular season. Nel 1985-1986 ha infranto altri 2 record NHL, raggiungendo quota 215 punti in 82 partite conditi da 163 assist.
Al momento Wayne, chiamato anche The Great One, detiene 61 record (40 nella stagione regolare, 15 ai play-off e 6 negli All-Star-Games). Il suo numero, il 99, è stato ritirato il 6 febbraio 2000 per tutta la lega NHL: nessun giocatore di nessuna squadra della NHL potrà mai più indossarlo. Solo sette mesi dopo la fine della sua carriera di giocatore, il 22 novembre 1999, il nome di Gretzky è stato iscritto nella Hockey Hall of Fame: è uno dei dieci giocatori per i quali è stata fatta un'eccezione ai tre anni di attesa consueti.
Il 5 giugno 2000 gli è stata conferita una laurea honoris causa dall'Università di Alberta. Dal 15 febbraio 2001 è comproprietario dei Phoenix Coyotes, dei quali è allenatore capo dall'8 agosto 2005. È anche proprietario di un bar-sport a Toronto. Il 12 febbraio 2010 è stato l'ultimo tedoforo dei Giochi Olimpici invernali di Vancouver 2010.
Oltre alle sue attività sportive, ha fondato la Fondazione Gretzky che si occupa di insegnare l'hockey su ghiaccio ai bambini svantaggiati. All'esterno del Rexall Place di Edmonton vi è una statua in bronzo dedicata a Gretzky. Si può trovare una sua statua anche all'esterno dello Staples Center di Los Angeles.
È sposato con Janet ed ha cinque figli (tre maschi e due femmine). Wayne ha due fratelli minori, Keith e Brent, anch'essi giocatori di hockey su ghiaccio: Keith non ha mai giocato nella NHL, ma è un hockeista piuttosto conosciuto nelle leghe minori. Brent ha collezionato 13 presenze e 4 punti in carriera nella NHL con i Tampa Bay Lightning.

### Dopo il ritiro
Già mentre era in attività, Gretzky è stato proprietario di una squadra di hockey giovanile, gli Hull Olimpiques (1985-1992). Dopo il ritiro è stato socio di minoranza (2000-2009) dei Phoenix Coyotes, che ha guidato anche come allenatore (2005-2009).
Nel 2015 è divenuto socio di minoranza degli Edmonton Oilers.
È stato general manager del Canada in occasione di due edizioni dei giochi olimpici invernali (Salt Lake City 2002 e Torino 2006) e della World Cup of Hockey 2004.

## Statistiche

### Club
| Stagione                 | Squadra                     | Lega                     |      | Stagione regolare | Stagione regolare | Stagione regolare | Stagione regolare | Stagione regolare |     | Playoff | Playoff | Playoff | Playoff | Playoff |
| Stagione                 | Squadra                     | Lega                     | P    | G                 | A                 | Pt                | PIM               | P                 | G   | A       | Pt      | PIM     |         |         |
| 1976-1977                | Peterborough Petes          | OHL                      | 3    | 0                 | 3                 | 3                 | 0                 | -                 | -   | -       | -       | -       |         |         |
| 1977-1978                | Sault Ste. Marie Greyhounds | OHL                      | 64   | 70                | 112               | 182               | 14                | -                 | -   | -       | -       | -       |         |         |
| Totale OHL               | Totale OHL                  | Totale OHL               | 67   | 70                | 115               | 185               | 14                |                   |     |         |         |         |         |         |
| 1978-1979                | Indianapolis Racers         | WHA                      | 8    | 3                 | 3                 | 6                 | 0                 | -                 | -   | -       | -       | -       |         |         |
| 1978-1979                | Edmonton Oilers             | WHA                      | 72   | 43                | 61                | 104               | 19                | 13                | 10  | 10      | 20      | 2       |         |         |
| Totale WHA               | Totale WHA                  | Totale WHA               | 80   | 46                | 64                | 110               | 19                | 13                | 10  | 10      | 20      | 2       |         |         |
| 1979-1980                | Edmonton Oilers             | NHL                      | 79   | 51                | 86                | 137               | 21                | 3                 | 2   | 1       | 3       | 0       |         |         |
| 1980-1981                | Edmonton Oilers             | NHL                      | 80   | 55                | 109               | 164               | 28                | 9                 | 7   | 14      | 21      | 4       |         |         |
| 1981-1982                | Edmonton Oilers             | NHL                      | 80   | 92                | 120               | 212               | 26                | 5                 | 5   | 7       | 12      | 8       |         |         |
| 1982-1983                | Edmonton Oilers             | NHL                      | 80   | 71                | 125               | 196               | 59                | 16                | 12  | 26      | 38      | 4       |         |         |
| 1983-1984                | Edmonton Oilers             | NHL                      | 74   | 87                | 118               | 205               | 39                | 19                | 13  | 22      | 35      | 12      |         |         |
| 1984-1985                | Edmonton Oilers             | NHL                      | 80   | 73                | 135               | 208               | 52                | 18                | 17  | 30      | 47      | 4       |         |         |
| 1985-1986                | Edmonton Oilers             | NHL                      | 80   | 52                | 163               | 215               | 46                | 10                | 8   | 11      | 19      | 2       |         |         |
| 1986-1987                | Edmonton Oilers             | NHL                      | 79   | 62                | 121               | 183               | 28                | 21                | 5   | 29      | 34      | 6       |         |         |
| 1987-1988                | Edmonton Oilers             | NHL                      | 64   | 40                | 109               | 149               | 24                | 19                | 12  | 31      | 43      | 16      |         |         |
| Totale Edmonton Oilers   | Totale Edmonton Oilers      | Totale Edmonton Oilers   | 768  | 626               | 1147              | 1773              | 342               | 133               | 91  | 181     | 272     | 58      |         |         |
| 1988-1989                | Los Angeles Kings           | NHL                      | 78   | 54                | 114               | 168               | 26                | 11                | 5   | 17      | 22      | 0       |         |         |
| 1989-1990                | Los Angeles Kings           | NHL                      | 73   | 40                | 102               | 142               | 42                | 7                 | 3   | 7       | 10      | 0       |         |         |
| 1990-1991                | Los Angeles Kings           | NHL                      | 78   | 41                | 122               | 163               | 16                | 12                | 4   | 11      | 15      | 2       |         |         |
| 1991-1992                | Los Angeles Kings           | NHL                      | 74   | 31                | 90                | 121               | 34                | 6                 | 2   | 5       | 7       | 2       |         |         |
| 1992-1993                | Los Angeles Kings           | NHL                      | 45   | 16                | 49                | 65                | 6                 | 24                | 15  | 25      | 40      | 4       |         |         |
| 1993-1994                | Los Angeles Kings           | NHL                      | 81   | 38                | 92                | 130               | 20                | -                 | -   | -       | -       | -       |         |         |
| 1994-1995                | Los Angeles Kings           | NHL                      | 48   | 11                | 37                | 48                | 6                 | -                 | -   | -       | -       | -       |         |         |
| 1995-1996                | Los Angeles Kings           | NHL                      | 62   | 15                | 66                | 81                | 32                | -                 | -   | -       | -       | -       |         |         |
| Totale Los Angeles Kings | Totale Los Angeles Kings    | Totale Los Angeles Kings | 539  | 246               | 672               | 918               | 182               | 60                | 29  | 65      | 94      | 8       |         |         |
| 1995-1996                | St. Louis Blues             | NHL                      | 18   | 8                 | 13                | 21                | 2                 | 13                | 2   | 14      | 16      | 0       |         |         |
| 1996-1997                | New York Rangers            | NHL                      | 82   | 25                | 72                | 97                | 28                | 15                | 10  | 10      | 20      | 2       |         |         |
| 1997-1998                | New York Rangers            | NHL                      | 82   | 25                | 67                | 92                | 28                | -                 | -   | -       | -       | -       |         |         |
| 1998-1999                | New York Rangers            | NHL                      | 70   | 9                 | 53                | 62                | 14                | -                 | -   | -       | -       | -       |         |         |
| Totale New York Rangers  | Totale New York Rangers     | Totale New York Rangers  | 234  | 59                | 192               | 251               | 70                | 15                | 10  | 10      | 20      | 2       |         |         |
| Totale NHL               | Totale NHL                  | Totale NHL               | 1487 | 894               | 1963              | 2857              | 577               | 208               | 122 | 260     | 382     | 66      |         |         |

### Stanley Cup
| Stanley Cup | Stanley Cup | Stanley Cup | Stanley Cup | Stanley Cup | Stanley Cup | Stanley Cup |
| S           | P           | G           | A           | Pt          | +/-         | PIM         |
| ----------- | ----------- | ----------- | ----------- | ----------- | ----------- | ----------- |
| 1983        | 4           | 0           | 4           | 4           | -3          | 0           |
| 1984        | 5           | 4           | 3           | 7           | +3          | 4           |
| 1985        | 5           | 7           | 4           | 11          | +4          | 0           |
| 1987        | 7           | 2           | 9           | 11          | +5          | 2           |
| 1988        | 5           | 3           | 10          | 13          | +3          | 0           |
| 1993        | 5           | 2           | 5           | 7           | +1          | 2           |
| Tot         | 31          | 18          | 35          | 53          | +13         | 8           |

### Nazionale
| Stagione        | Livello         | Risultati       | Risultati | Risultati | Risultati | Risultati | Risultati |
| Stagione        | Livello         | Competizione    | P         | G         | A         | Pt        | PIM       |
| --------------- | --------------- | --------------- | --------- | --------- | --------- | --------- | --------- |
| 1977-1978       | Canada U-20     | Mondiali U20    | 6         | 8         | 9         | 17        | 2         |
| 1981            | Canada          | Canada Cup      | 7         | 5         | 7         | 12        | 2         |
| 1982            | Canada          | Mondiali        | 10        | 6         | 8         | 14        | 0         |
| 1984            | Canada          | Canada Cup      | 8         | 5         | 7         | 12        | 2         |
| 1987            | Canada          | Canada Cup      | 9         | 3         | 18        | 21        | 2         |
| 1991            | Canada          | Canada Cup      | 7         | 4         | 8         | 12        | 2         |
| 1996            | Canada          | World Cup       | 8         | 3         | 4         | 7         | 2         |
| 1998            | Canada          | Olimpiadi       | 6         | 0         | 4         | 4         | 2         |
| Totale carriera | Totale carriera | Totale carriera | 63        | 34        | 69        | 103       | 14        |

## Palmarès

### Club
- Stanley Cup: 4

Edmonton: 1983-1984, 1984-1985, 1986-1987, 1987-1988

### Nazionale
- Canada Cup: 3

1984, 1987, 1991

### Individuale
- IIHF Hall of Fame: 1

1999
- Hockey Hall of Fame: 1

1999
- Art Ross Trophy: 10

1981, 1982, 1983, 1984, 1985, 1986, 1987, 1990, 1991, 1994
- Conn Smythe Trophy: 2

1985, 1988
- Hart Memorial Trophy: 9

1980, 1981, 1982, 1983, 1984, 1985, 1986, 1987, 1989
- Lady Byng Memorial Trophy: 5

1980, 1991, 1992, 1994, 1999
- Lester B. Pearson Award: 5

1982, 1983, 1984, 1985, 1987
- Lester Patrick Trophy: 1

1994
- Lou Kaplan Trophy: 1

1979
- NHL Plus/Minus Award: 4

1982, 1984, 1985, 1987
- NHL First All-Star Team: 8

1981, 1982, 1983, 1984, 1985, 1986, 1987, 1991
- NHL Second All-Star Team: 7

1980, 1988, 1989, 1990, 1994, 1997, 1998
- MVP dell'NHL All-Star Game: 3

1983, 1989, 1999
- Canada Cup All-Star Team: 3

1984, 1987, 1991
- MVP della Canada Cup: 1

1987
- Capocannoniere del Campionato mondiale di hockey su ghiaccio Under-20: 1

Canada 1978 (17 punti)
- Miglior numero di gol del Campionato mondiale di hockey su ghiaccio Under-20: 1

Canada 1978 (8 gol)
- Maggior numero di assist al Campionato mondiale di hockey su ghiaccio Under-20: 1

Canada 1978 (9 assist)
- Campionato mondiale di hockey su ghiaccio All-Star Team: 1

Finlandia 1982
- William Hanley Trophy: 1

1977-1978
- Emms Family Award: 1

1977-1978
- Atleta maschile dell'anno dell'Associated Press: 1

1982

## Curiosità
Una sua famosa frase:
è stata citata da Steve Jobs nell'ultima slide al termine della presentazione del primo modello di iPhone avvenuta al MacWorld del 2007.